# Historia del Equipo de Copa Davis de España en los años 2010

## Historia

### 2010-2014

#### 2010: 53 años después, se pierde por 5-0
Entre los días 5 y 7 de marzo, se disputó en la plaza de toros de Logroño, la primera eliminatoria del torneo, en la cual se tenía como rival a Suiza. Los helvéticos no contaban en su equipo con Roger Federer, ya que renunció a jugar con él. La primera jornada de la eliminatoria, acabó con empate a uno. En el primer encuentro, Almagro perdió ante Stanislas Wawrinka por 3-6, 6-4, 3-6, 7-5 y 6-3 tras tres horas y cincuenta y ocho minutos. El choque fue muy igualado, ya que Wawrinka consiguió 145 puntos en el partido frente a los 143 de Almagro. En el segundo choque, Ferrer venció a Marco Chiudinelli por 6-2, 7-6(5) y 6-1 tras dos horas y veinticinco minutos. En el tradicional partido de dobles, de la segunda jornada, debutó una nueva pareja española, formada por Tommy Robredo y Marcel Granollers (este dubutaba por primera vez, en el equipo español). Esta venció por un marcador global de 7-6 (8), 6-2, 4-6 y 6-4 tras dos horas y cincuenta y cinco minutos a la pareja suiza formada por Wawrinka e Yves Allegro. En la tercera jornada, Ferrer venció a Wawrinka por 6-2, 6-4 y 6-0 tras dos horas y treinta y cuatro minutos de juego. El tenista español hizo once juegos de forma consecutiva. España se clasificaba a los cuartos de final del torneo por un resultado global de 4-1, ya que en el intransendente quinto partido, Almagro batió a Chiudinelli por 6-1 y 6-3.
Los cuartos de final se disputaron entre los días 9 y 11 de julio, en el pabellón Zenith - Grande Halle d'Auvergne en la ciudad francesa de Clermont-Ferrand. En la primera jornada, España perdió por 2-0. En el primer encuentro, Ferrer fue derrotado por Gael Monfils por 7-6(3), 6-2, 4-6, 5-7 y 6-4 tras casi 4 horas de duración. En el segundo choque, Verdasco perdió ante Michael Llodra en cuatro sets 6-7(5), 6-4, 6-3 y 7-6 (2). En la segunda jornada, la dupla española formada por Fernando Verdasco y Feliciano López cayeron por 6-1, 6-2 y 6-7 (6) y 7-6, ante la pareja francesa formada por Michael Llodra y Julien Benneteau en menos de 3 horas. En la tercera jornada, con el pase ya decidido del equipo francés a las semifinales, se disputaron los dos partidos restantes de la eliminatoria, en estos, Almagro cayó batido ante Simon en dos sets por 7-6 (4) y 7-6 (7) y Feliciano López hacía lo mismo ante Julien Benneteau por 7-6 (3) y 6-4. Hacía 53 años, desde abril de 1957, que España no perdía por un marcador global de 5-0. El último conjunto español que perdía por ese resultado estuvo formado por Juan Manuel Couder, Emilio Martínez del Rey y Fernando Olozaga. Estos fueron derrotados por Sudáfrica, y esa eliminatoria tuvo como escenario el Real Club de Tenis Barcelona.

#### 2011: Pentacampeones de la Davis

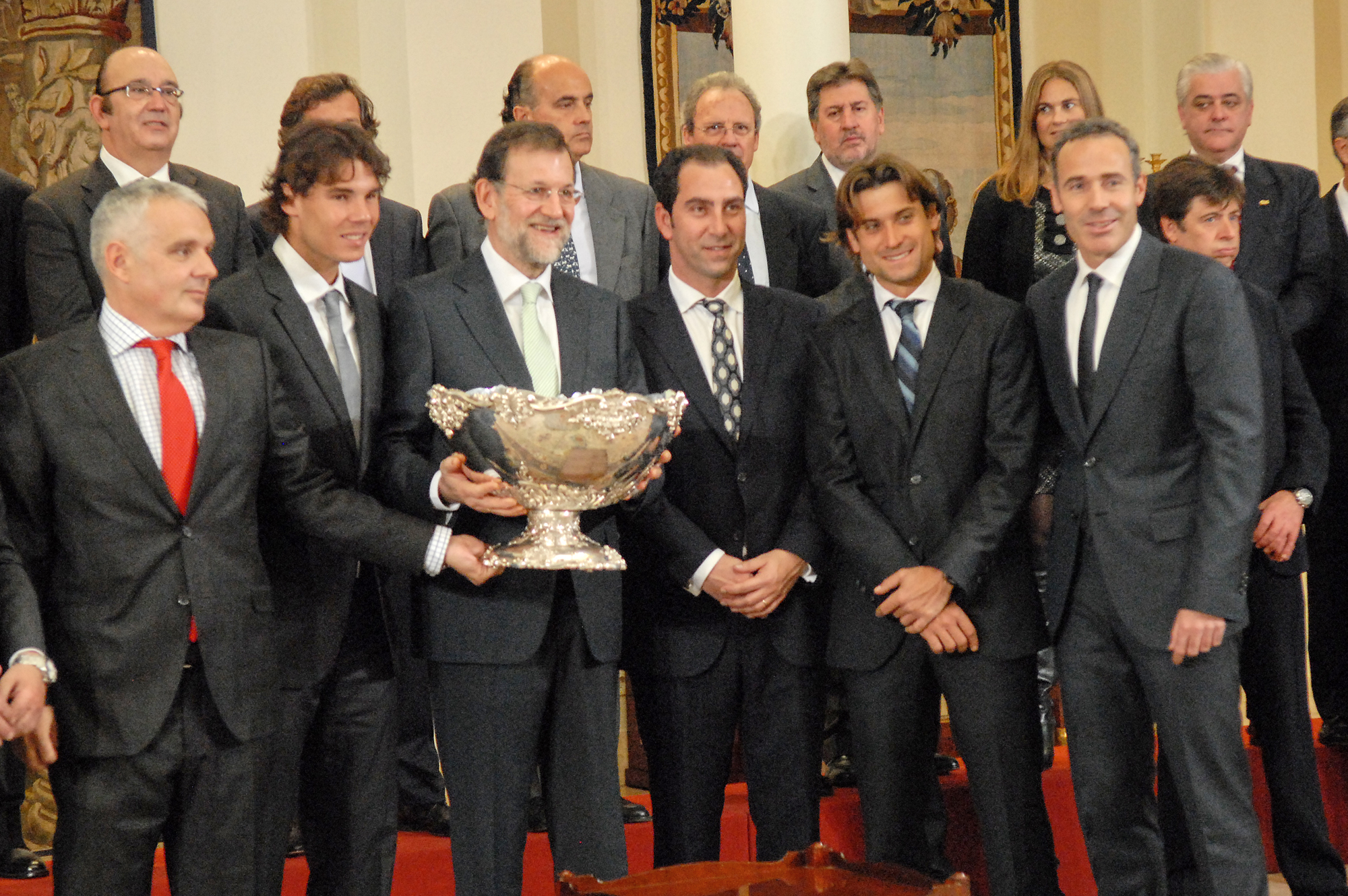
El presidente del Gobierno, Mariano Rajoy

Desde el 4 de marzo hasta el día 6, España disputó su eliminatoria ante Bélgica en el Spiroudome que se encuentra en Charleroi. Como gran novedad, Nadal volvía al equipo español, su última participación en el equipo fue en la final de 2009.
Entre los días 8 y 10 de julio, se disputó la eleminatoria de cuartos de final contra los Estados Unidos, capiteaneado por Jim Courier, teniendo como escenario, el pabellón Erwin Center en Austin, con pista muy rápida. En la primera jornada, saltó la sorpresa, al ponerse el equipo español, con un 0-2, favorable en su marcador. En el primer partido, Feliciano López (que consiguió 54 golpes ganadores y 30 aces) venció en un partido que estuvo a punto de llegar a las cuatro horas de juego a Mardy Fish, por 6-4, 3-6, 6-3, 6-7 y 8-6. En el segundo partido, David Ferrer venció a Andy Roddick por 7-6(9), 7-5 y 6-3 tras dos horas y cincuenta minutos de juego. En la segunda jornada, la pareja española formada por Marcel Granollers y Fernando Verdasco fueron batidos ante Mike Bryan y Bob Bryan por 6-7(3), 6-4, 6-4 y 6-4 tras dos horas y cincuenta minutos de juego. No obstante, los hermanos Bryan se vieron sorprendidos tras haber perdido el primer set en el tie-break. En la tercera jornada, Ferrer venció a Fish por 7-5, 7-6, 5-7 y 7-6 en cuatro horas y 11 minutos. Tras producirse este resultado no se jugó el quinto partido, que hipotéticamente hubiera enfrentado a Feli contra Roddick. Por primera vez, en su historia, España ganaba a los EE. UU. a domicilio, y sin contar con Nadal en el equipo.
Entre los días 16 y 18 de septiembre, se disputó la semifinal en la Plaza de toros Los Califas en Córdoba, en la que España tuvo como contrincante a Francia. En la primera jornada, Tras la conclusión de esta, supuso la diferencia más contundente del equipo español desde hacía 13 años. Nadal y Ferrer ganaron sus dos encuentros en tres sets mientras que Richard Gasquet y Gilles Simon lograron, en total, diez juegos. Había que remontarse al España-Suiza de cuartos de final que se jugó en La Coruña, en 1998, para encontrar una contundencia mayor: también 6-0 en sets, y nueve juegos logrados por los helvéticos. Carlos Moyá venció por 6-1, 6-2 y 6-1 a Ivo Heuberger y Álex Corretja, por 6-1, 6-2 y 6-2 a Marc Rosset.
 En la segunda jornada, la pareja española compuesta por Verdasco y López cayó derrotada ante Tsonga y Michael Llodra en una hora y treinta y ocho minutos. El marcador de la derrota de la dupla española fue de 6-1, 6-2 y 6-0. Se trató de la derrota más dura que había sufrido una pareja española en toda la historia de la competición. Para encontrar el anterior peor resultado del equipo español habría que remontarse al año 1953 donde José María Draper y Fernando Olózaga, fueron batidos por 6-2, 6-0 y 6-2 ante los suecos Sven Davidson y Tomas Johansson. Pese a ello, en el cuarto partido de la tercera jornada, Nadal obtuvo el cuarto punto de la eliminatoria al vencer a Tsonga por 6-0, 6-2 y 6-4. En el último e intrascendente duelo de la eliminatoria, Verdasco (Costa recurrió a él en detrimento de Ferrer) venció a Gasquet por 6-2 y 6-1.
Entre los días 2 a 4 de diciembre, se disputó en el estadio de la Cartuja de Sevilla, la final que enfrentaba a España contra Argentina. El equipo español estuvo capiteaneado por Albert Costa y formado por Rafa Nadal, David Ferrer, Fernando Verdasco y Feliciano López. El equipo argentino estuvo capiteaneado por Modesto "Tito" Vázquez y compuesto por Juan Martín del Potro, David Nalbandian, Juan Mónaco y Eduardo Schwank. En la primera jornada, Nadal venció a Mónaco por 6-1, 6-1 y 6-2 en dos horas y 26 minutos. Significó la victoria número 19 consecutiva en la competición para el manacorí, que le ha visto ganar 31 sets seguidos. En el siguiente encuentro, Ferrer venció a del Potro por 6-2, 6-7 (2), 3-6, 6-4 y 6-3 tras cuatro horas y 43 minutos. De los 21 partidos que ha disputado David en Copa Davis (17-4), 12 de ellos han tenido lugar como local -y por ende sobre arcilla-, resolviendo cada uno con una victoria. Se trató del primer duelo de ambos en tierra batida.
En la segunda jornada, en el partido de dobles, la pareja española formada por Verdasco y López (Feli se convirtió en el jugador español que más finales de Copa Davis había disputado: 4) sucumbió en menos de 2 horas por 6-4, 6-2, 6-3 ante la dupla argentina compuesta por Nalbandian y Eduardo Schwank. Los españoles antes del encuentro habían caído derrotados en sus últimos seis encuentros.
En la tercera jornada, se disputó el partido entre los números 1 de los dos equipos; Nadal contra del Potro. El tenista manacorí ganó al argentino por 1-6, 6-4, 6-1 y 7-6 (0) tras cuatro horas y ocho minutos de juego. Nadal lograba por primera vez en sus 3 finales de la Copa Davis el punto decisivo. Era la cuarta vez que la albiceleste perdía la final. En los últimos cinco años, perdieron tres (en 2006, 2008 y la de 2011), las dos últimas ante España. En la entrega de trofeos, el encargado de darle la Ensaladera, al capitán del equipo español, Albert Costa, fue el rey de España Juan Carlos I. Desde la creación del Grupo Mundial en 1981, el equipo español ha ganado 5 Copas Davis. Por ello, ocupa el segundo puesto del ranking de victorias, igualado con los Estados Unidos y solo por detrás de Suecia, con 6 Ensaladeras.

#### 2012
El 27 de diciembre de 2011, Álex Corretja fue elegido el nuevo capitán del equipo español, ya que Costa renunció a ese cargo. Costa ha sido el capitán que más títulos le ha dado a España: 2, y además con él como capitán se han ganado 9 de las 10 eliminatorias con las que se han disputado. Además debido a que en el año 2012 se celebran los Juegos Olímpicos en Londres, los integrantes del equipo que ganó su quinta Copa Davis en Sevilla, anunciaron su baja, sensible fue la de las dos mejore raquetas españolas; Rafa Nadal y David Ferrer.
La primera ronda de la competición, tuvieron lugar entre los días 10 y 12 de febrero. El contrincante de España fue Kazajistán y el escenario de los partidos tuvo lugar en el Palacio municipal de los Deportes de Oviedo. El equipo español estuvo compuesto por Nicolás Almagro, Marcell Granollers, Juan Carlos Ferrero y por el debutante Marc López.
Entre los días 6 al 8 de abril se disputó en el aparcamiento del centro hostelero Marina d'Or en Oropesa del Mar, la ronda de cuartos de final, en la que tuvo como rival a Austria. En la primera jornada, España se puso 2-0 en el marcador. Sus dos victorias llegaron de la mano de Almagro, que venció por 6-2, 6-2 y 6-4, gracias a las cinco roturas a su favor por la de ninguna de su adversario: Jurgen Melzer, que realizó 30 errores no forzados. Al día siguiente, en un partido de dobles que tuvo dos interrupciones por la lluvia y que duró más de tres horas y media, la pareja austriaca compuesta por Alexander Peya y Olivier Marach
Entre los días 14 y 16 de septiembre se disputó la semifinal ante los EE. UU. en Gijón, el equipo español estuvo formado por David Ferrer, Nicolás Almagro, Marcel Granollers y Marc López. Rafa Nadal no pudo estar en él porque aún seguía lesionado. Dicha lesión, le privó de ser el abanderado del equipo olímpico español en la ceremonia de apertura de los Juegos Olímpicos de Londres. En la primera jornada, el equipo español venció por 2-0. En el primer choque, Ferrer (que ha ganado sus 15 partidos que ha disputado como local en esta competición) venció a Sam Querrey Se trataba de la cuarta final en cinco años.
Entre los días 16 y 18 de noviembre, el conjunto español disputó su quinta final como visitante, en esta ocasión su rival fue la República Checa y el escenario fue el pabellón O2 Arena. Se da la circunstancia que esta era la final número 100 del torneo. El equipo español estuvo formado por David Ferrer, Nicolás Almagro, Marc López y Marcel Granollers. En la primera jornada, Ferrer

#### 2013: Debacle en Canadá
Se presentaba la primera ronda, ante el equipo de Canadá, en Vancouver, con bajas importantes para el equipo español, como David Ferrer y Nicolás Almagro (cansancio) y Rafael Nadal (lesión). Ante esto, Álex Corretja hizo llamar a gente que debutaba en una Copa Davis como Albert Ramos y Guillermo García-López. La pareja de dobles seguía siendo la compuesta por Marc López y Marcel Granollers. El primer partido de la eliminatoria enfrentó al número 1 de Canadá, Milos Raonic y al 2 de España, Albert Ramos. Sorprendentemente Ramos, se llevaba el primer set por 7-6 en el tie-break, en su primer partido en una Copa Davis. Sin embargo, poco más pudo hacer el catalán, y Raonic, con su potente saque y con el apoyo del público hizo un triple 4-6, dando a Canadá el primer punto de la eliminatoria. El segundo partido lo disputaron Frank Dancevic y Marcel Granollers. El español era claramente favorito, pero acabó sucumbiendo ante un jugador más allá del Top 100, en menos de dos horas por un 6-1, 6-2 y 6-2. Canadá tras la primera jornada se ponía con pie y medio en la siguiente fase, tras ir ganando 2-0.
En la jornada del sábado, el partido de dobles enfrentaba a Marc López y Marcel Granollers (claramente favoritos) ante Daniel Nestor y Vasek Pospisil. Esta vez sí, España no decepcionaba y se llevaba su primer punto en un partido apretadísimo que duró cuatro horas y que acabó con un marcador de 6-4, 4-6, 7-6, 3-6 y 2-6 favorable a López y Granollers.
La jornada del domingo, se presentaba crucial para el conjunto español, Granollers, que acumulaba mucho cansancio, dejó la difícil tarea de batir a Raonic a Guillermo García-López, que también debutaba. El albaceteño poco pudo hacer y acabó derrotado por 6-3, 6-4 y 6-2 en poco más de dos horas, con lo que España se quedaba apeada en primera ronda de la Davis y Canadá pasaba a la siguiente fase. En un ya partido sin trascendencia Albert Ramos venció a Frank Dancevic.
España tendría que jugarse su permanencia en el grupo mundial, en septiembre ante la selección de Ucrania.

#### 2014
Carlos Moyá
Este descenso de categoría de la Armada se sumó a las otras dos grandes decepciones que vivió el deporte español en ese mismo año, las eliminaciones en primera fase de la selección de fútbol en el Mundial de Brasil a la que acudía como la vigente campeona y la de la selección de baloncesto que se despidió en cuartos de final ante Francia, en el Mundial que se celebró por segunda vez «en casa».
Gala León